# Опилки
Опи́лки — один из видов стружки, представляющий собой древесные частицы, образующиеся как отходы пиления, разновидность измельчённой древесины. Длина частиц опилок зависит от типа и технологических параметров режущего инструмента, в результате работы которого они образованы. Не следует путать опилки со щепо́й, которая вырабатывается специально.
Опилки являются отходами деревообрабатывающей промышленности, однако они нашли широкое применение в качестве брикетированного топлива, для изготовления прессованных промышленных изделий, подстилки для животных (зачастую при смешивании с торфом или соломой), при производстве органических удобрений, в качестве мульчирующего материала или как субстрат для мицелиев.
Опилки содержат около 70 % углеводов (целлюлоза и гемицеллюлоза) и 27 % лигнина.
Баланс химических веществ: 50 % углерод, 6 % водород, 44 % кислород и около 0,1 % азот.
К дополнительному опилкообразующиму оборудованию относятся деревообрабатывающие станки:
- Строгальный станок, который снимает с обеих сторон древесины поверхность, таким образом подготавливая её к следующему процессу обработки.
- Фрезерные станки, которые используются для дополнительной работы по дереву. После обработки дерева на таком станке, образуется стружка, которая является ещё одним материалом для обработки.
- Лущильные станки не производят стружки в процессе своей работы, но благодаря им производится шпон.
- Окорочные станки применяются для снятия коры с древесины, в два этапа: лёгкий и более глубокий процесс очистки дерева.

На заводах, которые занимаются переработкой дерева, производится: древесный уголь, брикеты, а также производится переработка древесных отходов в газ.

## Утилизация и переработка опилок, щепы
Многие предприятия просто сжигают опилки, хотя есть другой более рациональный способ. Из опилок и щепы можно изготавливать топливные брикеты. По энерговыделению они сопоставимы с дровами.
Есть несколько способов переработки опилок.
Для переработки опила в топливные брикеты применяются линии шнекового прессования. Они работают на природном газе и дизельном топливе и электричестве.
Популярностью пользуется метод при использовании пресса. Этот метод обладает хорошей производительностью и малыми габаритными размерами оборудования.
Прессование проходит без добавления клея. Преимущество этого в том, что последующее сжигание брикета проходит без выброса в атмосферу ядовитых химических веществ.
Автоматический пресс для опилок и стружек. Стационарный, высокопроизводительный и автоматизированный. Намного эффективнее и производительнее кустарных ручных прессов.
В частных и коммунальных хозяйствах используют специальное оборудование для дробления веток деревьев, которое прицепляется к трактору или машине через специальный вал. Производительность такого устройства достигает примерно 6 м3 в час. Прямо на месте осуществляется и прессование опилок. Таким способом получается экологически чистый и готовый к последующему применению продукт.
Есть ещё способ использования опила в качестве удобрения для почвы. Так же опил и стружку используют и в качестве сырья для изготовления строительных материалов, и в химическом производстве для изготовления технических жидкостей, спиртов, растворителей и других материалов.
Зачастую в опилки и щепу перерабатываются прочие древесных отходы (например, мебель) для последующей переработки.
Весьма популярным способом переработки древесины является производство угля в специальных углевыжигательных печах.

## Линия переработки древесины
Экологичный подход к потребляемым природным ресурсам предусматривает возможность их повторной переработки. Немалую часть в сегменте рециклинга занимает переработка древесины. Этот процесс может осуществляться несколькими способами: химическим, механическим, механико-химическим. Выбор технологического метода будет зависеть от планируемого конечного продукта такой переработки.
1. Механическое изменение первоначального вида древесины происходит способом её измельчения, распиливания, фрезерования, точения, раскалывания, лущения, сверления или строгания. Результатом переработки являются пиломатериалы или волокнистые полуфабрикаты. Если древесные волокна прессовать под большим давлением, то результатом станет производство пеллет — топливных гранул, обладающих предельной энергоконцентрацией.
2. Сочетание механического изменения с химическим даёт однородный продукт из древесины — стружку, дроблёнку и шпон, из которых впоследствии изготавливается модифицированная древесина. Промежуточный древесный продукт (полученный механическим путём) посредством синтетического связующего ингредиента под действием давления и определённой температуры подвергается полимеризации. Таким образом производится фанера, ДСП, ДВП, OSB.
3. Сугубо химический способ переработки щёлочью или кислотой применяется для получения из древесины камеди, растворителей, дубителей, канифоли, составляющих наполнителей для лаков, битумов а также в качестве сырья в производстве бумаги.

Выбор специализированного оборудования, задействованного в многовариантных линиях переработки древесины, огромен. Поэтому комплектацию мощностей следует осуществлять в соответствии с планируемым конечным результатом.
Особо хочется привлечь внимание к производству древесной щепы, или «строительного камня» будущего (как её иначе называют). Будучи основой комплексного безотходного использования лесных ресурсов, она открывает новые возможности в повторной переработке и утилизации любого вида древесины.
Линия переработки древесины в щепу наиболее востребована в этом сегменте производства.
Ввиду своей мобильности и компактности такая установка может использоваться на всех стадиях заготовки и обработки древесины (начиная с измельчения непосредственно на лесных вырубках и заканчивая переработкой отходов больших деревообрабатывающих комплексов).
Некоторые физико-механические свойства опилок
| Опилки древесные | Насыпная плотность, кг/м³ | Влажность,% | Характерные размеры, мм | Коэффициент парусности |
| ---------------- | ------------------------- | ----------- | ----------------------- | ---------------------- |
| сухие            | 220-420                   | 8-15        | до 50                   | 0,13-0,8               |
| влажные          | 320-580                   | более 15    | >>                      | нет данных             |

На основе опилок создан такой материал как пайкерит — замороженная смесь опилок и воды, которая в 4 раза прочнее льда и тает намного медленнее.
На лесопилках опилки чаще всего сжигают.

## Переработка
Утилизировать древесные отходы путём сжигания и захоронения — распространённая, но, далеко не самая эффективная практика. Да, древесина разлагается быстрее, например, чем пластик, хорошо горит, однако, у этого мусора есть большой потенциал для последующего использования.
Переработанная древесина имеет различное применение. В зависимости от видов её переработки, из древесины получается:
- скипидар, уголь и уксусная кислота, если она была переработана химическим способом — путем гидролиза;
- при механической обработке дерева, образуется щепа, из которой получается строительный материал — ДСП. Древесные гранулы и брикеты для отопления, тоже являются результатом такой переработки.

Механический процесс более простой и требует меньших затрат.
К основному оборудованию по переработке древесных отходов, относятся разного вида измельчители:
- Измельчитель по дереву способны измельчать отходы в независимости от их исходных размеров. Горизонтальные, предназначены для переработки мелких отходов, а вертикальные — для более крупных. Острота режущих ножей шредера, значительно влияет на качество и скорость процесса измельчения.
- Тихоходные измельчители являются менее скоростным, но не менее надежными при этом, и часто употребляемыми на производстве.
- Брикетный пресс производит брикеты для топлива. В дальнейшем, продукт их сгорания, является отличным элементом для удобрения. Отличительной характеристикой такого пресса, является возможность работы с разного вида сырьем, будь то древесина или бумага.
- Силос необходимы в больших цехах, так как обеспечивают хранение и транспортировку материала.

## Утилизация и переработка опилок, щепы
Многие предприятия просто сжигают опилки, хотя есть другой более рациональный способ. Из опилок и щепы можно изготавливать топливные брикеты. По энерговыделению они сопоставимы с дровами.
Есть несколько способов переработки опилок.
Для переработки опила в топливные брикеты применяются линии шнекового прессования. Они работают на природном газе и дизельном топливе и электричестве.
Популярностью пользуется метод при использовании пресса. Этот метод обладает хорошей производительностью и малыми габаритными размерами оборудования.
Прессование проходит без добавления клея. Преимущество этого в том, что последующее сжигание брикета проходит без выброса в атмосферу ядовитых химических веществ.
Автоматический пресс для опилок и стружек. Стационарный, высокопроизводительный и автоматизированный. Намного эффективнее и производительнее кустарных ручных прессов.
В частных и коммунальных хозяйствах используют специальное оборудование для дробления веток деревьев, которое прицепляется к трактору или машине через специальный вал. Производительность такого устройства достигает примерно 6 куб метров в час. Прямо на месте осуществляется и прессование опилок. Таким способом получается экологически чистый и готовый к последующему применению продукт.

## Переработки в удобрения
Есть ещё способ использования опила в качестве удобрения для почвы. Так же опил и стружку используют и в качестве сырья для изготовления строительных материалов, и в химическом производстве для изготовления технических жидкостей, спиртов, растворителей и других материалов.
Зачастую в опилки и щепу перерабатываются прочие древесных отходы (например, мебель) для последующей переработки.
Весьма популярным способом переработки древесины является производство угля в специальных угле-образующих печах.

## Линия переработки опилок
Экологический подход к потребляемым природным ресурсам предусматривает возможность их повторной переработки. Немалую часть в сегменте рециклинга занимает переработка древесины. Этот процесс может осуществляться несколькими способами: химическим, механическим, механико-химическим. Выбор технологического метода будет зависеть от планируемого конечного продукта такой переработки.
1. Механическое изменение: первоначального вида древесины происходит способом её измельчения, распиливания, фрезерования, точения, раскалывания, лущения, сверления или строгания. Результатом переработки являются пиломатериалы или волокнистые полуфабрикаты. Если древесные волокна прессовать под большим давлением, то результатом станет производство брикетов -топливных гранул, обладающих предельной энергетической концентрацией.
2. Сочетание механического изменения с химическим дает однородный продукт из древесины — стружку, дробленку и шпон, из которых впоследствии изготавливается модифицированная древесина. Промежуточный древесный продукт (полученный механическим путем) посредством синтетического связующего ингредиента под действие давления и определённой температуры подвергается полимеризации. Таким образом производится фанера, ДСП, ДВП, OSB.
3. Сочетание с химический способ переработки щелочью или кислотой применяется для получения из древесины камеди, растворителей, дубителей, канифоли, составляющих наполнителей для лаков, битумов а также в качестве сырья в производстве бумаги.

Выбор специализированного оборудования, задействованного в многовариантных линиях переработки древесины, огромен. Поэтому комплектацию мощностей следует осуществлять в соответствии с планируемым конечным результатом.
Особо хочется привлечь внимание к производству древесной щепы, или «строительного камня» будущего (как её иначе называют). Являясь основой комплексного безотходного использования лесных ресурсов, она открывает новые возможности в повторной переработке и утилизации любого вида древесины.
Линия переработки древесины в щепу — наиболее востребована в этом сегменте производства.
Ввиду своей мобильности и компактности такая установка может использоваться на всех стадиях заготовки и обработки древесины (начиная с измельчения непосредственно на лесных вырубках и заканчивая переработкой отходов больших деревообрабатывающих комплексов).